# Christian Dewaay
Christian Dewaay (25 oktober 1930) is een Belgische voormalige atleet, die gespecialiseerd was in het discuswerpen. Hij werd driemaal Belgisch kampioen.

## Biografie
In 1955, 1956 en 1958 werd Dewaay Belgisch kampioen discuswerpen.
Dewaay was aangesloten bij ASUB.

## Belgische kampioenschappen
| onderdeel    | jaar             |
| ------------ | ---------------- |
| discuswerpen | 1955, 1956, 1958 |

## Persoonlijk record
| Onderdeel    | Prestatie | Datum     | Plaats |
| ------------ | --------- | --------- | ------ |
| discuswerpen | 47,07 m   | juli 1959 | Elsene |

## Palmares

### discuswerpen
- 1955:  BK AC - 45,84 m
- 1956:  BK AC - 44,48 m
- 1957:  BK AC - 42,90 m
- 1958:  BK AC - 46,45 m
- 1959:  BK AC - 45,42 m
- 1960:  BK AC - 43,18 m